# 초원 (전한)
초원(初元)은 중국 전한(前漢) 원제(元帝)의 첫 번째 연호이다. 기원전 48년에서 기원전 44년까지 5년 동안 사용하였다.

## 연대대조표
| 초원                | 원년        | 2년         | 3년         | 4년         | 5년         |
| 서력                | 기원전 48년 | 기원전 47년 | 기원전 46년 | 기원전 45년 | 기원전 44년 |
| 육십간지 (六十干支) | 계유(癸酉)  | 갑술(甲戌)  | 을해(乙亥)  | 병자(丙子)  | 정축(丁丑)  |

## 같이 보기
- 중국의 연호

| 이전 연호 황룡(黃龍) | 중국의 연호 전한(前漢) | 다음 연호 영광(永光) |